# 생활습관병
생활습관병(生活習慣病, 영어: lifestyle disease) 또는 구명칭 성인병(成人病, 영어: adult disease)은 생활 습관의 잘못으로 생기거나 악화되는 병이다. 대표적으로 비만, 당뇨, 고혈압, 심장병 등이 포함된다. 그러므로 치료를 위해서는 무엇보다 생활 습관을 바꾸어야 하는 것이 가장 중요하다. 그리고 이러한 생활습관병은 기저질환 또는 여러 원인들과 어우러져 복합적으로 만성질환 나아가 중증질환으로 이어질 수 있다.

## 예
기저질환으로 이어질 수 있는 만성질환, 중증질환 등은 유전적, 환경적 요인뿐만 아니라 특히 생활습관과 밀접한 관련이 있다고 알려져 있으며 이에는 장기적인 과다한 영양섭취, 에너지 사용을 위한 적절한 운동의 부족, 스트레스에 대한 부적응 등이 언급된다.

## 같이 보기
- 생활습관 의학(en:Lifestyle medicine, LM)
- 물질대사(신진대사)
- 만성 신부전(CKD)
- 대사증후군(메터볼릭 신드롬)
- 만성 피로 증후군(CFS)
- 인슐린 저항성(IR)
- 염증
- 암